# Rutstroemia hercynica
Rutstroemia hercynica är en svampart som först beskrevs av Wilhelm Kirschstein, och fick sitt nu gällande namn av Dennis 1962. Rutstroemia hercynica ingår i släktet Rutstroemia och familjen Rutstroemiaceae.   Inga underarter finns listade i Catalogue of Life.